# Cumbre sur del Monte Everest
La cumbre sur del monte Everest es un pico subsidiario de la cumbre principal del monte Everest, y el segundo pico más alto de la Tierra. Aunque su elevación sobre el nivel del mar es 8749 m y es más alto que el K2 que es la segunda montaña más alta de la Tierra  (cuya cumbre alcanza 8611 m sobre el nivel del mar), solo se lo considera un pico separado y no una montaña separada ya que su prominencia (una indicación aproximada de cuanto sobresale por sobre la línea de contorno adyacente) es solo 11 m.
El pico posee forma de domo de nieve y hielo, y se encuentra conectado con la cumbre del monte Everest a través de la travesía de la cornisa y el paso de Hillary. Fue conquistado por primera vez por Charles Evans y Tom Bourdillon en la expedición británica de 1953 al monte Everest, el 26 de mayo de 1953. El grupo no pudo continuar para alcanzar la cumbre principal, pero durante el segundo ascenso realizado por Edmund Hillary y Tenzing Norgay, la cumbre Sur fue utilizada para acceder al pico principal. La distancia que separa las dos cumbres es de unos 130 m.
Un geólogo, durante la expedición india al Monte Everest de 1965, descubrió un depósito de conchillas de mar fosilizados en piedra caliza a unos 30 m de la cumbre Sur.

Al referirse a su primer ascensión al Everest sin oxígeno en 1978, Reinhold Messner se refirió a la cumbre Sur como "un hito destacable".
Durante el desastre de 1996 en el monte Everest, el guía de montaña Rob Hall y otras tres personas fallecieron en la cumbre Sur mientras descendían de la cumbre principal a causa de una tormenta imprevista. Hall logró sobrevivir la primera noche y consiguió contactarse por radio al día siguiente, pero murió por congelamiento ese mismo día, el 11 de mayo de 1996. Su cuerpo permanece en la cumbre Sur.